# Le Douhet
Le Douhet ist eine westfranzösische Gemeinde mit 705 Einwohnern (Stand 1. Januar 2022) im Département Charente-Maritime in der Region Nouvelle-Aquitaine. Sie gehört zum Arrondissement Saintes und ist Mitglied im Gemeindeverband Saintes - Grandes Rives - L’Agglo. Der Ort liegt auf dem Pilgerweg (Via Turonensis) nach Santiago de Compostela.

## Geografie

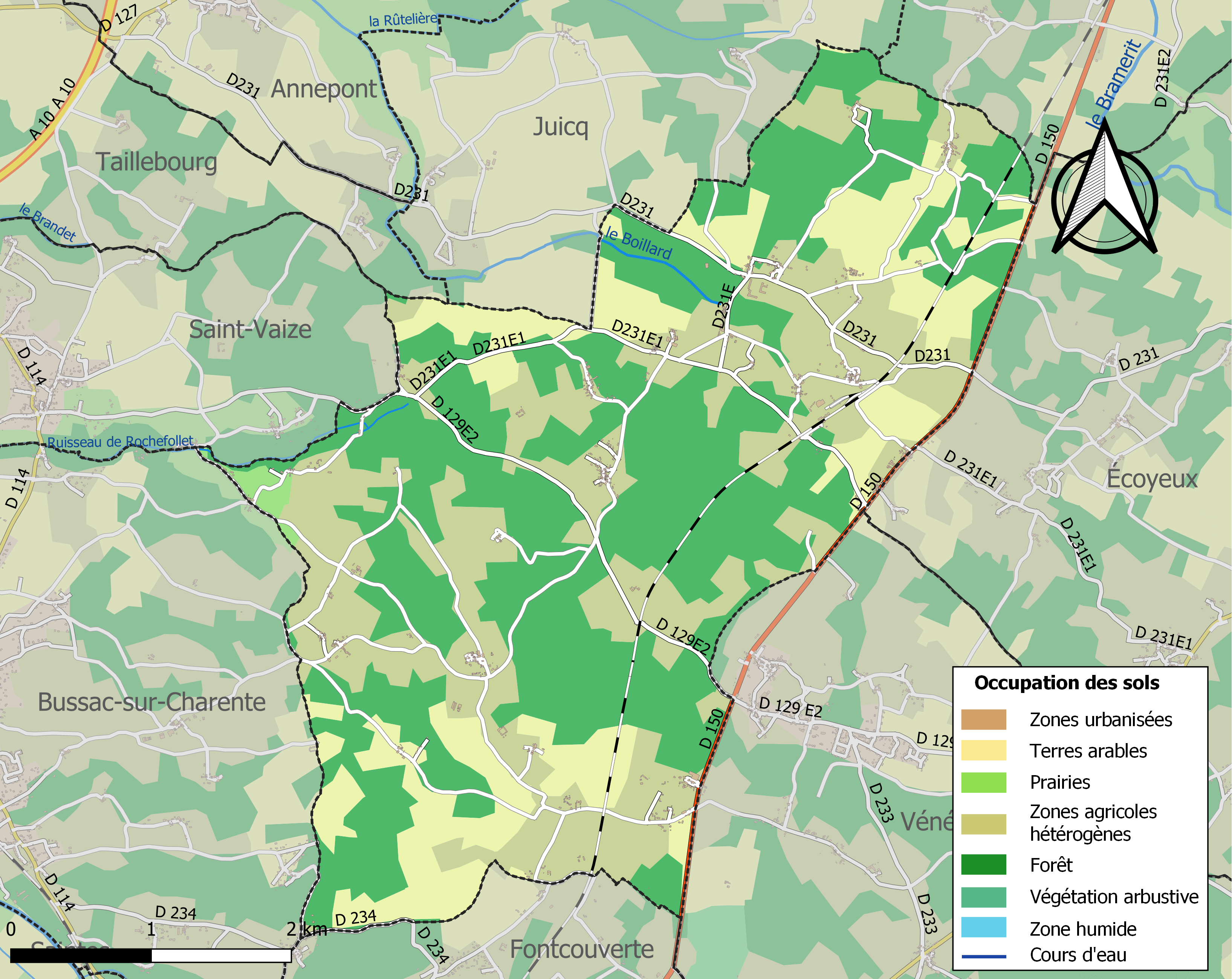
Bodennutzung, Hydrografie und Infrastruktur der Gemeinde (2018)

Le Douhet liegt in der ehemaligen Provinz Saintonge, etwa zehn Kilometer nordöstlich von Saintes. Die Gemeinde befindet sich im Einzugsgebiet der Charente. Der zeitweise trockenfallende Bach le Boilland entspringt im Zentrum der Gemeinde. Das Gebiet von Le Douhet ist Teil des 1362 Hektar großen ZNIEFF-Naturgebiets 540006855 (CHAUMES DU DOUHET). Über die Hälfte der Fläche der Gemeinde wird landwirtschaftlich genutzt, etwa der restliche Teil ist bewaldet.
Umgeben wird Le Douhet von den acht Nachbargemeinden:
| Taillebourg         | Juicq                                       | Saint-Hilaire-de-Villefranche |
| Saint-Vaize         | Kompassrose, die auf Nachbargemeinden zeigt | Écoyeux                       |
| Bussac-sur-Charente | Fontcouverte                                | Vénérand                      |

## Urgeschichte
Die Region ist seit der Antike besiedelt. Im Weiler Gros Roc gibt es eine prähistorische Höhle. Sie ist der Höhepunkt eines ehemaligen unterirdischen Flusses, der den Grund bildet. Es ist geräumig, voller Blöcke, die aus dem Gewölbe gefallen sind, und davor befindet sich eine Art Terrasse, auf der prähistorische Menschen ihre Häuser errichtet hatten. Es gibt noch immer eine Fülle von Asche, verbrannten Steinen und Ocker, mit denen sich prähistorische Menschen tätowierten und ihre Werkzeuge mit einem Zeichen des Besitzes markierten.
Die Höhle wurde erstmals von den Menschen des Moustérien bewohnt (Mittelpaläolithikum, entsprechend der zweiten Hälfte der letzten Warmzeit (100.000 bis 35.000 Jahre v. Chr.)), gekennzeichnet durch eine reiche und vielfältige Entwicklung Werkzeuge aus Stein (Spitzen, Schaber, Stempel usw.). gewonnen aus Feuersteinsplitter, etwa 50.000 Jahre vor Jesus Christus. Ihre Feuersteinwerkzeuge mit grauer Patina finden sich hauptsächlich am Hang, wohin sie offenbar von späteren Bewohnern geschoben wurden. Dort finden wir das gesamte übliche Moustérien-Material: Speerspitzen, Kratzer, Feuersteinschaber, gemischt mit Mengen von Knochen- und Zahnfragmenten (Bären, Bisons, Pferde).
Dann die Menschen des Châtelperronien (Diese Kultur entstand vor etwa 33.000 Jahren und hat ihren Namen von der Region Châtelperron in Frankreich. Diese Periode ist gekennzeichnet durch spezifische Steinwerkzeuge und Waffen, insbesondere Spitzen vom Châtelperronian-Typ, sowie tragbare Kunst- und Schmuckgegenstände. Der Châtelperroniener wird oft als mit den späteren Neandertalern verwandt angesehen, obwohl es Debatten über die genaue Zuordnung dieser Kultur zum Homo neanderthalensis gibt oder zum Homo sapiens) ließen ihre typischen Messer mit gekapptem Rücken in der Asche ihrer Häuser zurück.
Die Terrasse lieferte hauptsächlich Material aus dem Aurignacien (Altsteinzeit, etwa 30.000 Jahre vor Jesus Christus, gekennzeichnet durch die Herstellung von Feuersteinklingen, Knochenwerkzeugen und dem Aufkommen figurativer Kunst). Der Feuerstein ist geädert und hat eine weiße Patina. Es wurden hauptsächlich Schaber am Ende der Klinge oder stromlinienförmige Meißel mit großen Klingen gefunden. Eingraviert auf einem Zehenglied eines Höhlenbären, eines kleinen Hirsches oder Rentiers und eines Amuletts in Form eines stilisierten Vogelkopfes, die im Museum in Royan ausgestellt und in den Trümmern gesammelt wurden.
Die Höhle selbst wurde 1890 von Monsieur Clouet (Lehrer in Douhet) ausgegraben. Zusätzlich zu den zahlreichen Feuersteinen entdeckte er eine 16 Zentimeter lange Lanze aus Rentiergeweih, das in einer abgerundeten Basis endete. Sie besteht aus einer Spitze, einem Schaft und einer Befiederung (wesentliche Waffe des jungpaläolithischen Jägers).

## Bevölkerungsentwicklung
| Le Douhet: Einwohnerzahlen von 1793 bis 2020                                                                               | Le Douhet: Einwohnerzahlen von 1793 bis 2020 | Le Douhet: Einwohnerzahlen von 1793 bis 2020 | Le Douhet: Einwohnerzahlen von 1793 bis 2020 | Le Douhet: Einwohnerzahlen von 1793 bis 2020 |
| --- | -------------------------------------------- | -------------------------------------------- | -------------------------------------------- | -------------------------------------------- |
| Jahr |                                              |                                              |                                              | Einwohner                                    |
| 1793 | 1793                                         |                                              | 913                                          | 913                                          |
| 1800 | 1800                                         |                                              | 933                                          | 933                                          |
| 1806 | 1806                                         |                                              | 840                                          | 840                                          |
| 1821 | 1821                                         |                                              | 974                                          | 974                                          |
| 1831 | 1831                                         |                                              | 1.058                                        | 1.058                                        |
| 1836 | 1836                                         |                                              | 1.008                                        | 1.008                                        |
| 1841 | 1841                                         |                                              | 1.033                                        | 1.033                                        |
| 1846 | 1846                                         |                                              | 1.033                                        | 1.033                                        |
| 1851 | 1851                                         |                                              | 968                                          | 968                                          |
| 1856 | 1856                                         |                                              | 920                                          | 920                                          |
| 1861 | 1861                                         |                                              | 913                                          | 913                                          |
| 1866 | 1866                                         |                                              | 859                                          | 859                                          |
| 1872 | 1872                                         |                                              | 757                                          | 757                                          |
| 1876 | 1876                                         |                                              | 776                                          | 776                                          |
| 1881 | 1881                                         |                                              | 759                                          | 759                                          |
| 1886 | 1886                                         |                                              | 720                                          | 720                                          |
| 1891 | 1891                                         |                                              | 734                                          | 734                                          |
| 1896 | 1896                                         |                                              | 663                                          | 663                                          |
| 1901 | 1901                                         |                                              | 639                                          | 639                                          |
| 1906 | 1906                                         |                                              | 627                                          | 627                                          |
| 1911 | 1911                                         |                                              | 697                                          | 697                                          |
| 1921 | 1921                                         |                                              | 646                                          | 646                                          |
| 1926 | 1926                                         |                                              | 641                                          | 641                                          |
| 1931 | 1931                                         |                                              | 606                                          | 606                                          |
| 1936 | 1936                                         |                                              | 556                                          | 556                                          |
| 1946 | 1946                                         |                                              | 534                                          | 534                                          |
| 1954 | 1954                                         |                                              | 573                                          | 573                                          |
| 1962 | 1962                                         |                                              | 511                                          | 511                                          |
| 1968 | 1968                                         |                                              | 502                                          | 502                                          |
| 1975 | 1975                                         |                                              | 477                                          | 477                                          |
| 1982 | 1982                                         |                                              | 518                                          | 518                                          |
| 1990 | 1990                                         |                                              | 589                                          | 589                                          |
| 1999 | 1999                                         |                                              | 636                                          | 636                                          |
| 2006 | 2006                                         |                                              | 692                                          | 692                                          |
| 2013 | 2013                                         |                                              | 695                                          | 695                                          |
| 2020 | 2020                                         |                                              | 700                                          | 700                                          |
| Quelle(n): EHESS/Cassini bis 1999, INSEE ab 2006 Anmerkung(en): Ab 1962 offizielle Zahlen ohne Einwohner mit Zweitwohnsitz |                                              |                                              |                                              |                                              |

Die Bevölkerung des Ortes ist wegen der Nähe zu Saintes und wegen des Neubaus einer Wohnsiedlung seit dem Ende der 1990er Jahre deutlich angewachsen.

## Wirtschaft
Die Landwirtschaft (Getreide und Wein) spielt immer noch die größte Rolle im Wirtschaftsleben der kleinen Gemeinde, die zum Weinbaugebiet der Fins Bois in der Region Cognac gehört.

## Sehenswürdigkeiten
Siehe auch: Liste der Monuments historiques in Le Douhet
- Die Pfarrkirche Saint-Martial ist – auf den ersten Blick – ein einfacher romanischer Bau aus dem 12. Jahrhundert, dessen Mauern im 15. Jahrhundert durch massive Strebepfeiler und einen Turmanbau mit steinernem Spitzhelm und vier Eckfialen stabilisiert wurde. Bei näherer Betrachtung entfaltet sich jedoch ein reiches Baudekor. Die Westfassade ist in zwei Ebenen aufgebaut: Die untere Ebene besteht aus dem mehrfach zurückgestuften Portal mit seitlichen – etwas kleineren – Blendportalen (Triumphbogenmotiv). Das linke Blendportal ist durch einen eckständigen Strebepfeiler des 15. Jahrhunderts überschnitten. Das tympanonlose Archivoltenportal zeigt auf seinem inneren Bogen vier Engel, die auf ein Agnus Dei in der Mitte hin ausgerichtet sind. Zwei Engel halten die Mandorla, die beiden anderen schwenken Weihrauchfässer. Die beiden nachfolgenden Bögen sind mit abstrakt-vegetabilischen und flechtbandartigen Motiven geschmückt. Im äußeren Bogen finden sich Apostel und Evangelisten. Johannes (bartlos) und Jakobus d. Ä. (Pilgerstab) sind gut zu erkennen. Beinahe die gesamte Fläche des Giebelfeldes wird von drei Blendarkaden eingenommen, von denen nur die mittlere ein großes Fenster aufweist. Das einschiffige Innere ist von einem angespitzten Tonnengewölbe mit Gurtbogenunterzügen bedeckt. Die deutlich kleinere Apsis wird durch einen Chorbogen, dessen unterer Teil durch Entfernen der Halbsäulenvorlagen verbreitert wurde, vom Kirchenschiff abgegrenzt. An der Decke der Apsiskalotte wurde im 18. Jahrhundert eine Grisaille-Malerei mit Strahlen, Wolken, Putten und mit einem mittleren Dreieck, in welchem die vier hebräischen Buchstaben יהוה (JHWH) – das sogenannte Tetragrammaton – geschrieben stehen, als Trinitätssymbol angebracht. Ein Fresko aus dem späten 15. Jahrhundert zeigt das Martyrium (Andreaskreuz) eines unbekannten Bischofs, dem ein ebenfalls unidentifizierter Papst zuschaut. Die Kapitelle des Kirchenraumes sind mit Fabelwesen und vegetabilischen Motiven skulptiert. Die Kirche wurde bereits 1915 als Monument historique klassifiziert.[8]
- Das von einer schönen Parkanlage umgebene Schloss Le Douhet ist ein dreigeschossiger Bau mit leicht vorspringenden quadratischen Eckpavillons aus dem Jahr 1680, an dessen Planung möglicherweise auch Vauban beteiligt war. Es wurde für den örtlichen Grundherrn (Seigneur) Rénaud de Pons errichtet. Sehenswert sind neben dem Park die doppelte balustradengesäumte Außentreppe und der sogenannte Laternensaal (französisch salon de la lanterne). Das Schloss befindet sich in Privatbesitz und wurde 1969 in Teilen als Monument historique eingeschrieben.[9] Die Gartenanlagen stehen seit 1969 ebenfalls unter Denkmalschutz.[10]
- Etwas außerhalb des Ortes ist die tunnelartig und knapp mannshoch in den Berg hineingehauene römische Wasserleitung aus dem 1. Jahrhundert n. Chr. zu sehen, die einst die Stadt Saintes (Mediolanum Santonum) mit frischem Quellwasser versorgte. Interessant ist die Tatsache, dass zu beiden Seiten des wasserführenden Kanals ein erhöhter Gang freiblieb, sodass das Trinkwasser beim Begehen oder Säubern des Tunnels nicht mehr als nötig verschmutzt wurde. Das Tunnelaquädukt wurde bereits 1840 als Monument historique klassifiziert.[11]

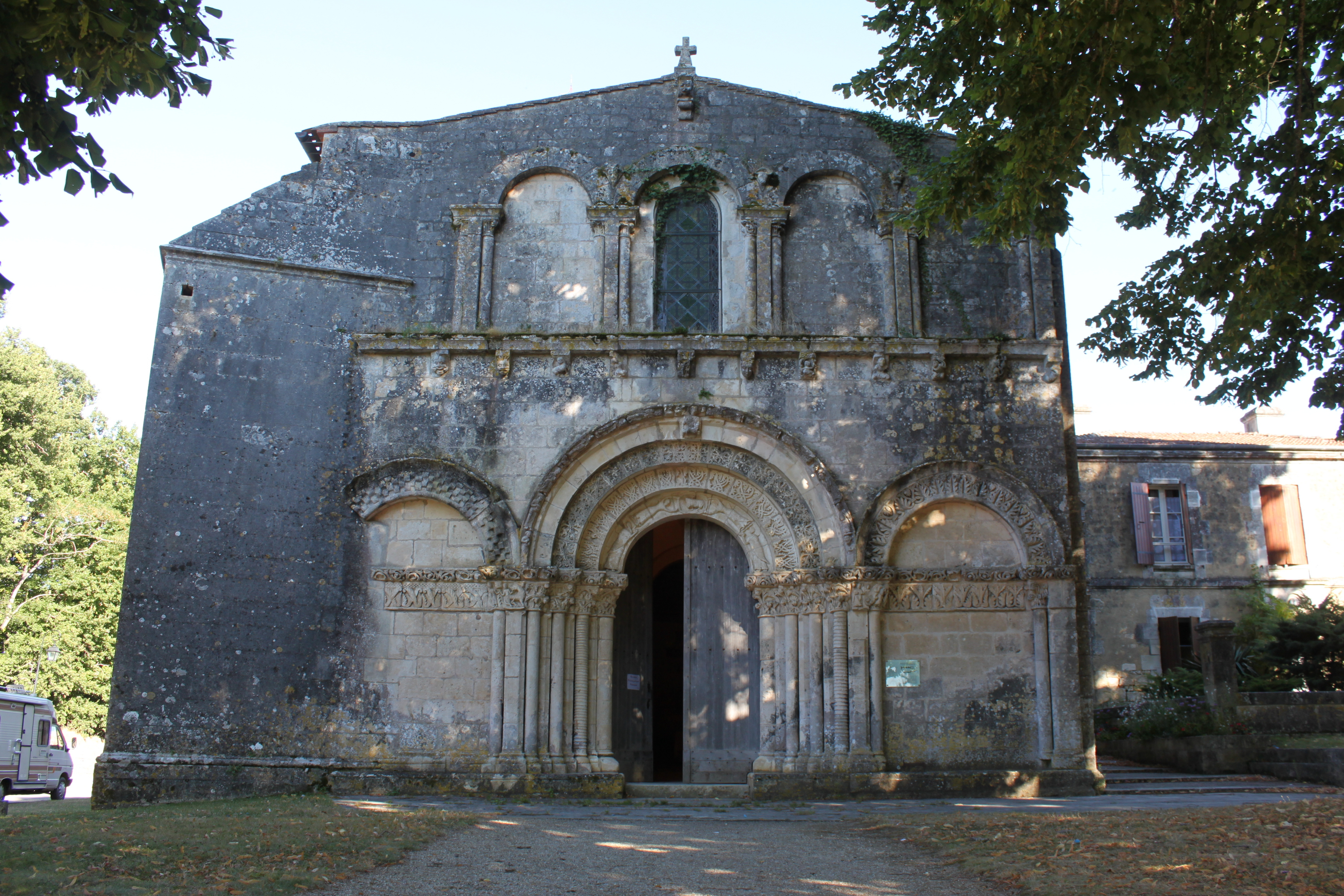
Westfassade
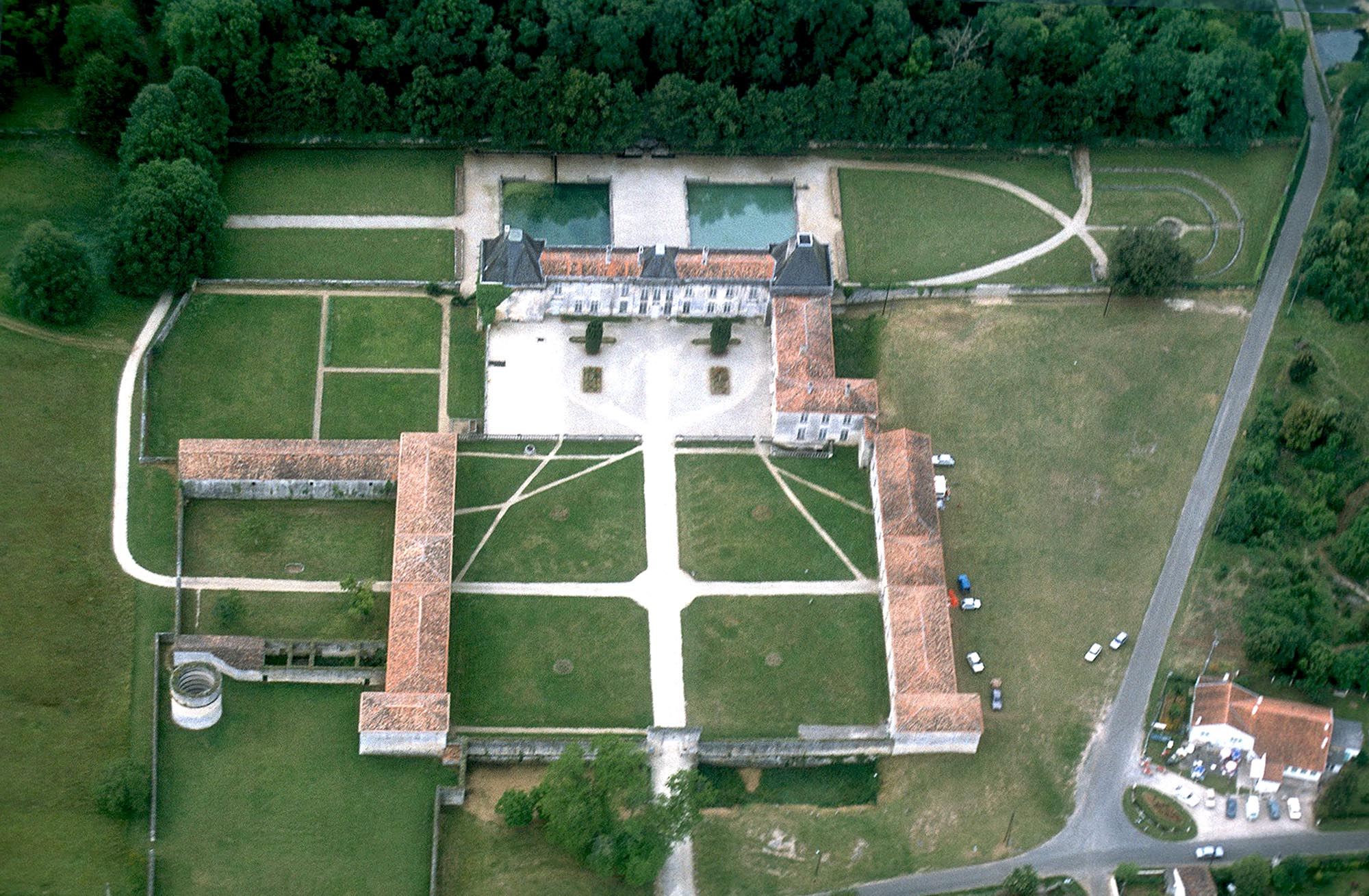
Schloss Le Douhet
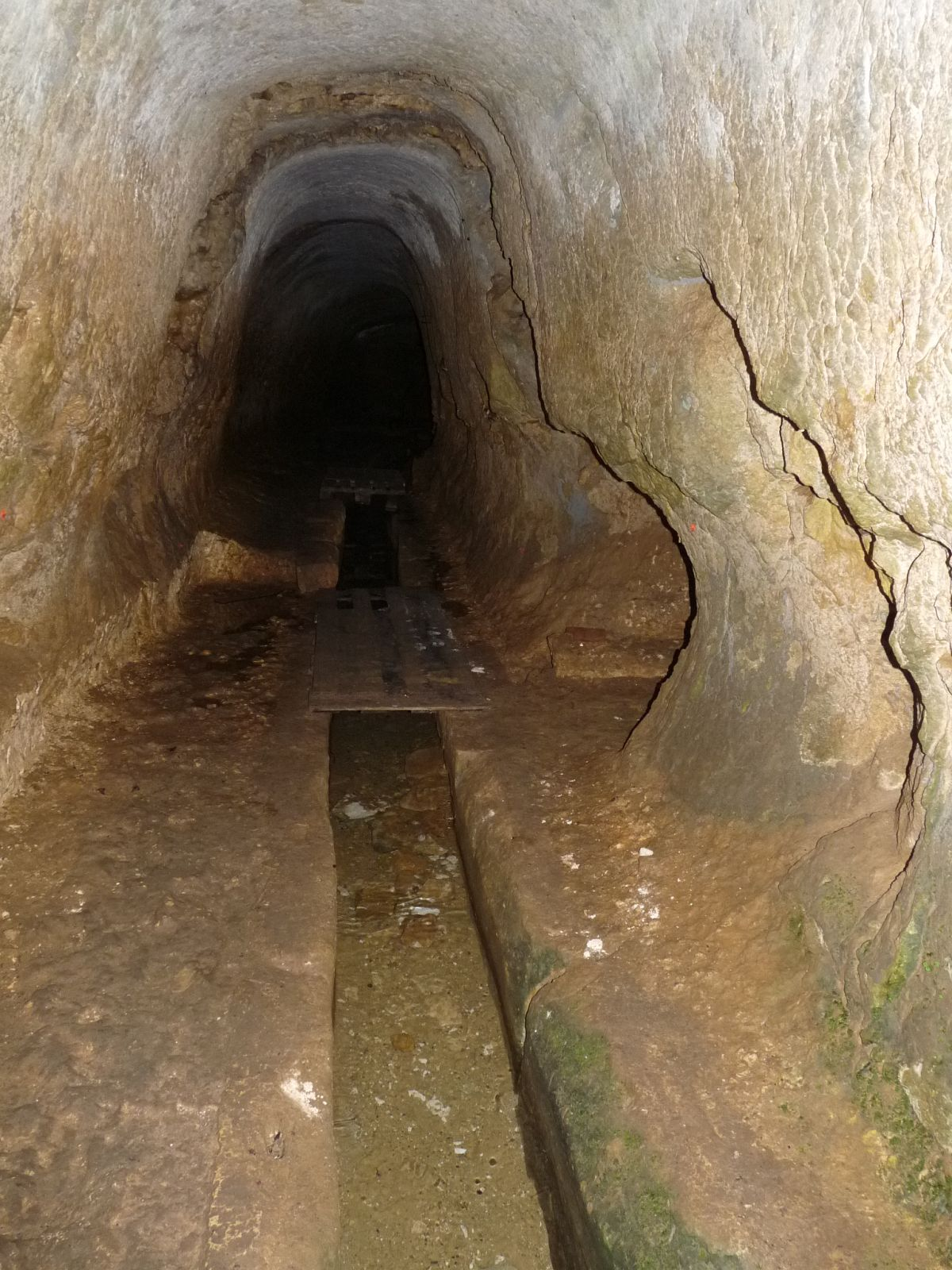
Römische Wasserleitung

## Verkehr
Die Departementsstraße 150, die ehemalige Route nationale 150, begrenzt das Gemeindegebiet im Osten und verbindet es mit Saint-Jean-d’Angély über Saint-Hilaire-de-Villefranche im Norden und mit Saintes über Vénérand im Süden.
Busse einer Linie der regionalen Transportgesellschaft bedienen eine Haltestelle in Fontcouverte und verbinden die Gemeinde  mit Saintes und Saint-Jean-d’Angély.
Die Gemeinde liegt an der Bahnstrecke Chartres–Bordeaux ohne Haltepunkt.